# هانا كوبر
هانا كوبر (بالإنجليزية: Hannah Cooper)‏ هي منافسة ألعاب القوى ليبيرية، ولدت في 10 يونيو 1979.

## وصلات خارجية
- هانا كوبر على موقع الاتحاد الدولي لألعاب القوى (الإنجليزية)
- هانا كوبر على موقع أوليمبيديا (الإنجليزية)